# Lecitoepiteliats
Els lecitoepiteliats (Lecithoepitheliata) constitueixen un ordre de turbel·laris de vida lliure que es troben tant en entorns d'aigua dolça com en entorns marins.
Es distingeixen d'altres planàries per la presència de quatre cordons nerviosos i pel fet que l'ovari forma una única estructura que produeix l'òvul i les cèl·lules nutritives del vitel. En la major part d'altres planàries, les cèl·lules del vitel, normalment es formen en una glàndula derivada de l'ovari, però separada d'ell. Altres característiques diagnòstiques d'aquest ordre inclouen la presència d'un estilet punxegut al final del penis, i un intestí simple, sense branques.